# Utasítás (informatika)
Az utasítás az informatikában olyan tevékenység pontos megfogalmazása, amelyet tovább részletezni nem tudunk, vagy nem akarunk, és a végrehajtó számára egyértelmű jelentéssel bír.

## Utasítások ábrázolása és tárolása
Az adatok feldolgozásához a számítógépben tárolni kell azokat az utasításokat is, amelyek alapján a kijelölt feladat automatikusan, lépésről lépésre haladva megoldást eredményez. Szükséges tehát annak tisztázása is, hogy az utasítások ábrázolása és tárolása hogyan valósítható meg. Először azonban tisztázni kell, milyen utasításokat értelmezhetünk a számítógépnél.

## A számítógépes utasítás
A számítógépes utasítás nyilván szűkebb területre vonatkozik, a gép belső működéséhez, állapotváltozáshoz nyújt információt. A számítógépek központi feldolgozó egysége sok utasítást képes értelmezni és végrehajtani. Ezek az utasítások alkotják az adott processzor utasításkészletét.

## A számítógép mintautomata
A számítógép mint automata az utasítások hatására a kiinduló, kezdeti állapotból több közbülső állapoton keresztül eljut egy végső állapotba, melynek hatására az input adatokból eredményadatok állnak elő.
Egy-egy számítógépes utasítás alapvetően
1. műveletek elvégzését kezdeményezi, vagy
2. vezérlési feladatot lát el.

## Utasítássorozat
Szemléletesen egy utasítássorozat:
A téglalappal jelzett utasítások az adatokkal valamilyen műveletet kezdeményeznek, és továbblépnek a következő utasításra. A rombusszal jelzett utasítások vezérlési feladatot kezdeményeznek, amelynek eredménye a továbblépés helyének megállapítása.

## A műveleti utasítások csoportjai
A műveleti utasításokat funkciójuk miatt még tovább pontosíthatjuk és (legalább) három csoportra bonthatjuk:
a, aritmetikai - logikai - karakteres műveletek,
b, belső átviteli műveletek,
c, input - output, be- és kiviteli műveletek.